# Sin nombre
Sin nombre és una pel·lícula escrita i dirigida per Cary Fukunaga, coproduïda entre Mèxic i Estats Units d'Amèrica (EUA) i rodada en espanyol. Es va rodar a Tapachula, Chiapas, Suchiate i a Tegucigalpa. És protagonitzada per Edgar Flores, Paulina Gaitán, Krystian Ferrer, Diana García i Tenoch Huerta.
Es va estrenar el 18 de gener de 2009 al Festival de Cinema de Sundance, on va obtenir els premis al millor director i a la millor fotografia.

## Argument
Willy «El Casper» és membre de la banda Mara Salvatrucha i viu a Tapachula, un poble mexicà prop de la frontera amb Guatemala. Introdueix un jove a la seva colla que rep el sobrenom de «Smiley» després d'un ritu d'iniciació violent. Més endavant, Casper ajuda Smiley a completar aquesta iniciació executant un membre de la banda rival.
Casper està relacionat sentimentalment amb una noia, Martha Marlen. Tement per la seva seguretat manté la relació en secret, però la seva doble vida fa que la banda posi en dubte la seva lleialtat. Quan Martha segueix Casper a una reunió, el líder de la banda, Lil Mago, intenta violar Martha i accidentalment la mata.
Poc després, Lil Mago porta Casper i Smiley a La Bombilla, un lloc de les vies del tren on els immigrants sense papers esperen els trens que passen de camí als EUA. Entre els immigrants hi ha una família hondurenya formada per Sayra, el seu pare i el seu oncle que van camí de Nova Jersey. Lil Mago, Casper i Smiley roben als passatgers els diners que porten fins que Lil Mago veu Sayra i intenta violar-la. Casper intervé matant Lil Mago.
El nou líder de la banda, El Sol, acusa Smiley de connivència, fet pel qual Smiley protesta, demana que l'enviïn a matar Casper per a demostrar la seva lleialtat i viatja cap al nord per a localitzar-lo. Al tren, Casper, encara angoixat, és evitat pels altres passatgers. Quan alguns intenten tirar-lo del tren, Sayra l'avisa i s'apropa a ell, malgrat les advertències del seu pare.